# Stefanus van Montfaucon
Stefanus van Montfaucon (circa 1325 - 1 november 1397) was van 1367 tot aan zijn dood graaf van Montbéliard en heer van Montfaucon. Hij behoorde tot het huis Montfaucon.

## Levensloop
Stefanus was de zoon van heer Hendrik van Montfaucon en gravin Agnes van Montbéliard. In 1367 volgde hij zijn vader op als graaf van Montbéliard en heer van Montfaucon, waardoor hij de controle kreeg over 300 vazallen in de Franche-Comté en Vaud.  
Stefanus overleefde al zijn kinderen. In 1389 stierf zijn dochter Johanna, waarna hij zich terugtrok in het kasteel van Montfaucon. In 1396 sneuvelde zijn zoon Hendrik van Orbe bij de Slag bij Nicopolis, die plaatsvond in de kruistocht tegen sultan Bayezid I van het Ottomaanse Rijk. Omdat zijn lichaam niet werd gevonden, stuurde Stefanus een delegatie naar Hongarije om Hendrik te gaan zoeken, maar tevergeefs.
Stefanus had enkel nog vier kleindochters, waardoor de toekomst van zijn landerijen in gevaar kwam. Om te verhinderen dat zijn graafschap in vreemde handen zou terechtkomen, stelde Stefanus in zijn testament zijn oudste kleindochter Henriëtte aan als erfopvolgster. Ook verloofde hij de tienjarige Henriëtte met de latere graaf Everhard IV van Württemberg, die amper negen jaar oud was. 
Stefanus stierf begin november 1397, enkele weken voor de officiële verloving van Henriëtte en Everhard IV plaatsvond. Het graafschap Montbéliard werd overgeheveld naar Württemberg, wat zo bleef tot aan de Franse Revolutie in 1789. 

## Huwelijk en nakomelingen
Op 19 augustus 1356 huwde Stefanus met Margaretha (1338-1392), dochter van heer Jan II van Chalon-Arlay. Ze kregen volgende kinderen:
- Hendrik (1360-1396), heer van Orbe. Vader van Henriëtte van Montbéliard, die Stefanus zou opvolgen als gravin van Montbéliard en vrouwe van Montfaucon.
- Jan Filips (1364-1382), stierf aan de pest.
- Lodewijk, jong gestorven
- Johanna (overleden in 1389)

Ook had hij een onwettige zoon Hendrik, de stichter van het huis Franquemont.